# Чудін Сергій Сергійович
Сергій Сергійович Чудін (рос. Серге́й Серге́евич Чу́дин, 24 листопада 1973, Москва, СРСР) — радянський і російський футболіст, захисник (раніше — півзахисник).
Найбільш відомий виступами за футбольний клуб «Спартак» (Москва), у складі якого почав свою кар'єру на початку 90-х і взяв участь у чотирьох чемпіонських сезонах команди.

## Кар'єра
Вихованець московської СК ЕШВСМ. Прийшов в «Спартак» в 1990 році, і в 1991 році зіграв в одному матчі останнього чемпіонату СРСР. У «Спартаку» Чудін грав у перших п'яти чемпіонатах Росії, проте в основному складі йому закріпитися не вдалося — він був стабільним гравцем дублюючого складу команди, який виступав у другій та третій лігах Росії. У 1994 і 1996 роках зіграв по одному матчу в Лізі чемпіонів УЄФА, в тому числі в 1/4 фіналу сезону 1995/96 проти французького «Нанта» (0:2).
Після відходу з «Спартака» виступав за «Локомотив» (Нижній Новгород), з яким у 1997 році спочатку вилетів з вищої ліги Росії, а в 1998 допоміг повернутися. Проте на вищому рівні після цього Чудін вже не виступав. У 1999—2003 роках він грав в клубі «Балтика» (Калінінград) в першому і другому дивізіонах, також у 2003 році виступав за аматорський калінінградський клуб «Балтика-Тарко».
У 2004—2007 роках був гравцем клубів другого дивізіону Росії «Алмаз» (Москва), «Фортуна» (Митищі) і «Знамя Труда» (Орєхово-Зуєво). У вересні 2007 року Чудін (капітан «Знамя Труда») покинув команду і в подальшому знову грав за «Фортуну» (Митищі), в якій і завершив кар'єру 2009 року.
Всього у вищій лізі Росії зіграв 45 матчів, забив 3 м'ячі. В першому дивізіоні Росії зіграв 105 матчів, забив 2 м'ячі, у другому дивізіоні Росії — 164 матчі, 38 м'ячів.

## Збірна
Залучався до матчів молодіжної збірної Росії, з якою у 1993 році поїхав на молодіжний чемпіонаті світу в Австралії, де забив 1 гол і дійшов з командою до чвертьфіналу.

## Досягнення
- Срібний призер чемпіонату СРСР: 1991
- Володар Кубка СРСР: 1991/92
- Чемпіон Росії (4): 1992, 1993, 1994, 1996
- Бронзовий призер чемпіонату Росії: 1995
- Володар Кубка Росії: 1993/94